# Samoa National League 1998
Samoa National League 1998, còn có tên là Upolo First Division, là mùa giải thứ 10 trong lịch sử Samoa National League, giải đấu cao nhất của Liên đoàn Bóng đá Samoa. Vaivase-tai giành chức vô địch lần thứ 5, và là lần đầu tiên kể từ chức vô địch năm 1983.